# 昌福铁路
昌福铁路，前称向莆铁路，是中国江西省南昌市至福建省福州市的铁路。原计划从江西省南昌市南昌县向塘镇的向塘西站到福建省莆田市，后因优化调整改为从昌九城际铁路的乐化东站接轨到南昌西站，再向东南经南昌县广福镇，绕开向塘镇直达抚州，再经南城、南丰以及福建建宁、泰宁、将乐、沙县、尤溪、永泰，在永泰分岔后，主线通往福州，支线永莆铁路通往莆田。

## 概况
昌福铁路从南昌到福州沿线共设20个车站，营业里程为547公里，运营时速为200公里。昌福铁路全线隧道共计115座，福建境内的桥隧比堪称亚洲最高福建段桥隧占总路段9成。

## 历史

### 前期准备
该铁路的建设最早于2004年11月13日由江西省政府向国务院上报《关于恳请建设向莆铁路的请示》而提出的，该项目的早期规划是从南昌向塘枢纽引出途径抚州、三明最终到达莆田；经过了一年的时间铁道部在2005年12月6日正式确认该项目名称为“向莆铁路”，同年12月24日至26日铁道部就向莆铁路进行勘测，这时规划在福建三明分开后一条通往莆田另一条通往福州。
2006年8月25日国家发改委研究批准了向莆铁路项目建议书，位于南昌的终点站将改到新南昌站，2006年10月10日《新建铁路向莆线向塘至莆田（福州）段环境影响报告书（简本）》公示；。
2007年4月确认向莆铁路在抚州的走向；2007年8月29日国家发改委批准可行性研究报告，这时确认向莆铁路在福建的分叉点由三明沙县移动到永泰；而岗上越行站被取消，而黎川站（西城站）将作为预留。

### 开工建设
2007年11月24日向莆铁路江西段开工。全线最长的青云山隧道（长约22公里）于2008年8月8日动工；2008年11月全线正式开工。
2012年6月底，全线116条隧道仅剩联络线隧道一座（九峰山隧道）未贯通，正线隧道已全部贯通，247座桥梁已完工242座，铺轨完成设计的54.7%；2012年11月29日全线贯通。

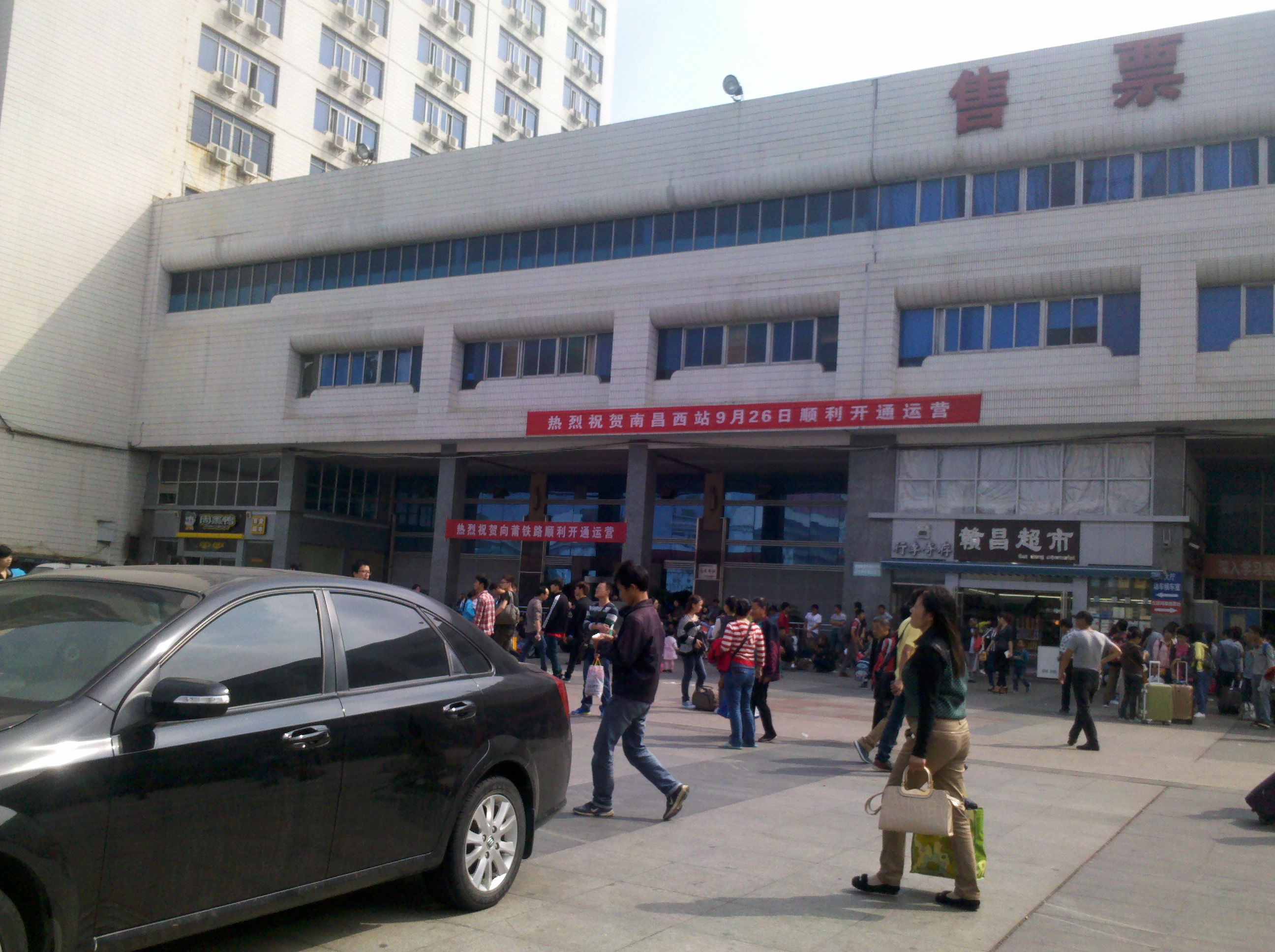
南昌站庆祝昌福铁路通车的横幅

### 联调联试
2013年1月7日向莆铁路南昌西线开始调试，1月10日铁道部正式批复向莆铁路线路正式命名，南昌西至福州改名为昌福铁路，永泰至莆田为永莆铁路，而乐化东站至南昌西站归入昌九城际线；1月17日行走向乐铁路的7206次列车从三江镇驶入昌福铁路行走至抚州北站，原向乐铁路三江镇到抚州北区间在建设昌福铁路时给予昌福铁路重新建设使用。
2013年1月30日江西段最后一座桥梁架设完毕，4月28日江西乐化到福建尤溪段正式送电，8月9日开始全线联调联试。

### 开通运营
2013年9月21日起开始发售26日车票，9月23日在新闻发布会确认将在26日运行，9月26日正式通车。
运行初期安排开行动车组列车18.5对，直通动车组为5对，另外有9对货车。

## 沿途车站
| 所在地区 | 所在地区 | 所在地区 | 车站       | 运营里程 （公里） | 连接铁路                                         | 城市轨道交通转乘路线 | 规模          | 备注                     |
| -------- | -------- | -------- | ---------- | ----------------- | ------------------------------------------------ | -------------------- | ------------- | ------------------------ |
| 江西     | 南昌     | 新建区   | 南昌西站   | 0                 | 昌九城际铁路 沪昆客运专线                        | 南昌地铁2号线        | 12站台26线    |                          |
| 江西     | 南昌     | 南昌县   | 三江镇站   | 43                | 京九铁路                                         |                      | 1站台6线      |                          |
| 江西     | 抚州     | 临川区   | 大岗站     | 66                |                                                  |                      | 4线           | 越行站                   |
| 江西     | 抚州     | 临川区   | 抚州北站   | 89                | 抚江铁路                                         |                      | 1台6线        |                          |
| 江西     | 抚州     | 临川区   | 抚州站     | 101               |                                                  |                      | 3台7线        |                          |
| 江西     | 抚州     | 临川区   | 腾桥站     | 122               |                                                  |                      | 7线以及灯泡线 | 货运站                   |
| 江西     | 抚州     | 南城县   | 南城站     | 149               |                                                  |                      | 2台5线        |                          |
| 江西     | 抚州     | 南丰县   | 南丰站     | 181               |                                                  |                      | 2台5线        |                          |
| 江西     | 抚州     | 黎川县   | 西城站     | 211               |                                                  |                      | 2线           | 预留站、初期只建设了站房 |
| 福建     | 三明     | 建宁县   | 建宁县北站 | 230               | 建化铁路                                         |                      | 2台5线        |                          |
| 福建     | 三明     | 泰宁县   | 泰宁站     | 260               |                                                  |                      | 2台5线        |                          |
| 福建     | 三明     | 将乐县   | 将乐站     | 300               |                                                  |                      | 2台5线        |                          |
| 福建     | 三明     | 沙县区   | 夏茂站     | 324               |                                                  |                      | 4线           | 越行站                   |
| 福建     | 三明     | 沙县区   | 三明北站   | 352               | 鹰厦铁路 南三龙铁路                              |                      | 5台16线       |                          |
| 福建     | 三明     | 尤溪县   | 尤溪站     | 394               |                                                  |                      | 2台5线        |                          |
| 福建     | 三明     | 尤溪县   | 中仙站     | 421               |                                                  |                      | 4线           | 越行站                   |
| 福建     | 福州     | 永泰县   | 长庆站     | 453               |                                                  |                      | 4线           | 越行站                   |
| 福建     | 福州     | 永泰县   | 永泰站     | 489               |                                                  |                      | 2台5线        |                          |
| 福建     | 福州     | 闽侯县   | 杜坞站     | 538               | 峰福铁路                                         |                      |               | 货运站                   |
| 福建     | 福州     | 晋安区   | 福州站     | 547               | 峰福铁路 福马铁路 温福铁路 福厦铁路 合福客运专线 | 福州地铁1号线        | 7台14线       |                          |
| 福建     | 福州     | 晋安区   | 福州东     | 550               |                                                  |                      | 4线           | 货运站                   |
| 福建     | 福州     | 晋安区   | 樟林       | 553               |                                                  |                      | 4线           | 越行站                   |
| 福建     | 福州     | 马尾区   | 魁岐       | 560               |                                                  |                      | 4线           | 越行站                   |
| 福建     | 福州     | 马尾区   | 马尾       | 568               |                                                  |                      | 4线           | 货运站                   |
| 福建     | 福州     | 马尾区   | 红山       | 573               |                                                  |                      | 4线           | 目前终点                 |

## 影响
昌福铁路的通车使得千里赣闽一日往返成为现实，南昌与福州的最快铁路旅行时间由原来的11小时压缩至3小时12分，南昌与厦门的最快铁路旅行时间由原来的17小时压缩至4小时23分，昌福铁路结束了南城、南丰、建宁、泰宁、将乐、尤溪、永泰七个县不通火车的历史；铁路还结束了江西唯一一个地级市抚州的市区只有断头铁路的历史（向乐铁路是地方工业支线，到抚州乐安县断头）。
昌福铁路的通车也使得中国高速铁路总里程突破1万公里，而铁路的通车也导致南昌前往厦门的飞机票价打到2折，福州或泉州到南昌的航班取消，但是铁路的通车使得福州的国际航班需求量增加。
由于向乐铁路只适合运行低等级的普通旅客列车，这不利于昌福铁路的运输安全，因此向乐铁路唯一的一班列车7205/6次列车已于2013年5月5日起停运。
有乘客由于发音不准，在购买福州或抚州的车票时容易造成售票员误解。